# Заальфельдер-Гее
Заальфельдер-Гее (нім. Saalfelder Höhe) — громада в Німеччині, розташована в землі Тюрингія. Входить до складу району Заальфельд-Рудольштадт.
Площа — 63,21 км2. Населення становить Невірний параметр metadata 16 073 108 ос. (станом на 31 грудня 2021).